# クエント (装甲騎兵ボトムズ)
クエントもしくはクエント星（クエントせい）は、テレビアニメ『装甲騎兵ボトムズ』の第4部の舞台となった架空の惑星。

## 概要
不可侵宙域と呼ばれるギルガメス、バララント両軍が迂闊に入ることが許されぬ中立の宙域にある。地表の大半は砂漠と化し、灼熱の太陽が照りつけている。ところどころにオアシスがあるが、水なしで砂漠を渡ることは自殺を意味するといわれる。
街は宇宙港があるゴモルだけで、そのゴモルには「ゴモルの塔」と呼ばれる巨大な先史文明の残した建造物がある。更に、砂漠にはクエント独自の生物である「砂モグラ」が住む。
ここの住民であるクエント人は、成人男性の身長が2mを超す巨人族で、数は少なく、砂漠の至る所に見られる裂孔地帯の最下層で、原始的な生活を送っている。その場所は灼熱の太陽が照りつける昼間や、急激に温度が低下する夜に比べて住みやすい。クエントとは「谷の底」という意味である。
クエントにいる人間達は純粋に惑星の住人であるクエント人よりも、ギルガメス、バララント両国から来た人々の方が多く、その中で砂漠商人と呼ばれるそういった人々とクエント人の間の物々交換を執り行う商人が経済の重要部分を担っている。
近隣の宙域には超古代文明が残したフローターベルトに守られた人工天体「ワイズマンステーション」があり、ここでX・ATH-02-DTラビドリードッグが開発された。

## 文明の誕生と崩壊
アストラギウス銀河のほぼ中央に位置することもあり、ここを中心に85,000年前に文明が生まれ、それがやがて、バララント、ギルガメス両勢力を構築するに至った。しかしクエントの文明が崩壊した原因は、3000年前に文明が頂点に達した頃、異能人種とも呼ばれる新人類が発生したことにある。
異能人種のラ・ロシャットは、超人的な身体能力と恐るべき知能を持ち、最新メカニズムを難なく理解した。当時のクエント人達にとっても、ロシャットの存在は特異であり、脅威であった。そのロシャットがクエントのみならず銀河支配に乗り出したが、それを知ったト・メジ率いるクエント人達によって、反乱は鎮圧された。以降、メジの名前は英雄的象徴として、クエントの最長老の名に受け継がれていった。
しかし、文明の高度化によって生まれた異能人種に脅威を感じた古代クエント人達は文明の肥大化を恐れ、異能者達の弾圧に乗り出す一方で、二度と異能者を生み出してはならないという誓いの元に自らの文明を闇へと葬り去ることにした。こうした古代クエント人達は異能人種達を追放したと同時に、全ての文明の利器に頼ることを放棄した。
現在のクエント人達が原始的な生活を営んでいる理由も、そういった異能者達の出現を恐れていたためである。また、異能人種達に関する記憶は長い時の中で次第に薄れ、忘れ去られていき、クエント人も徐々に、その数を減らしていっている。

## ワイズマン
しかし、異能者達はその力故に完全には死なず、クエントに残った者がいたほか、他星系に追放されながらも、クエントに戻る機会を伺っていた者もいた。クエントに戻った際に文明の崩壊を知った彼らは、自らの意志と記憶を原形質保存装置に移植していった。そういったことで生まれたのが、アストラギウス銀河を支配する「神」と呼ばれる存在「ワイズマン」であった。
クエント人達は自分達の足元にかつて追放した異能者達が潜んでいたことに気づかず、3000年間、アストラギウス銀河はワイズマンの干渉の元に歴史を動かされてきた。ワイズマンの意を受けて行動していた者の代表が、秘密結社を率い、「神の手足」となったアルベルト・キリィと、「神の目」となった軍人ジャン・ポール・ロッチナである。
そして、彼らの興味の対象が、百年戦争末期に生まれた異能者キリコ・キュービィーであり、キリコはやがて、ワイズマンの後継者と見なされるようになっていく。

## クエント事変
生まれながらのパーフェクトソルジャー（PS）であるキリコは、PSイプシロンをサンサ星で倒した決闘の後、ロッチナに云われるままにクエントに向かった。
そこでクメン王国での傭兵仲間であるル・シャッコと再会し、共に自身の出生の秘密を探るが、クエントで秘密結社の攻撃を退けながらも、自身がワイズマンと同じ異能者であり、自身が銀河を支配する後継者に選ばれたことを知った。
こうして、「神」の後継者となったキリコがギルガメス、バララント両国の脅威となり、両国は同盟を結び、共に「神の子」キリコを抹殺しようと大艦隊と大規模なアーマードトルーパー（AT）部隊を差し向けた。
だが、キリコはこの両軍の包囲網を突破し、バララント、ギルガメス両軍に出来たことは秘密結社を粉砕できたことだけだった。その中で「神」とキリコが接触することを恐れた両軍はクエントを破壊しようとするが、予想外の事態が起こった。
「神」の元に辿り着いたキリコは「神」の後を継ぐことを拒否し、逆に「神」を抹殺してしまったのである。ワイズマンの死によって狂乱したロッチナは惑星破壊装置を作動させ、クエントは大爆発を起こし、両軍の艦隊はその爆発に巻き込まれて全滅した。
クエントはこうして消滅し、同時に傭兵として戦いに出ていた一部を除いて、クエント人は惑星と共に滅んだと思われていた。しかしクエント消滅前にアストラギウス銀河の辺境にある「馬の口」と呼ばれる宙域の、クエントの双子星ヌルゲラントに転送され生き延びており、今まで通り谷の底に集落を作って生活している。

## クエント人
クエント人は成人男性の身長が2mを超えるが、原始的生活を送っているにも関わらず、いざ戦いに出ると、並の兵士達を遙かに上回る力を発揮する。外観に似合わない器用な手先をもち、機械操作をこなすだけでなく、自分達の星の特産であるカスタムメイドのATを所有している。それは「ベルゼルガ」と名付けられ、クエント星のATの代名詞ともなった。
一方でクエント人は普段は争いを好まず、傭兵として卓越した力を発揮してもそれを誇ることもなく、黙々と、ただ忠実に指令と命令をこなす。傭兵として名が知られていても、普段は平和主義者で、あまり世俗的な事にも関心を示さないクエント人は面白味の無い性格として映る一方、通常人よりも睡眠が少なく勤勉で、忠実な契約者としての厚い信頼を雇用側は抱いている。
テレビシリーズの劇中目深に被ったローブの所為で女性や子供には他星系と違っての特徴的差違は見受けられないが、キリコの素性を解き明かす儀式に姿を現した成人女性の殆どが痩身で容姿に関しても端麗であるような描写が見受けられる。
なお漫画『装甲騎兵ボトムズ CRIMSON EYES』に登場するクエント人の女傭兵・ハリラヤは、多くのクエント男性と同様の大柄な体躯の持ち主。普段は読書をするなど穏やかだが、一度戦闘となれば一切の躊躇なく敵を殲滅する。また自身が好敵手と見込んだ相手とは一騎打ちでの戦いを望むなど、好戦的な一面も覗かせている。契約には忠実な一方、金にはがめつく損得勘定が最優先で、良くも悪くも傭兵らしい行動原理で動いている。ATでの戦闘は専用のベルゼルガ（ギルガメス仕様の陸戦型）を使用するが、それが破壊された後にはファッティーの意匠が多く見受けられるベルゼルガに搭乗する。生身での戦いでは見た目通りのパワフルさと、しなやかで柔軟な身体の動きで敵を圧倒する。

## クエント素子
クエント素子とは、電子機器の素材となる希少な物質である。レーダーや高感度センサーシステム、ニュートリノ発生機の部品に使われ、高い性能を発揮させる。
クエント星の地下では、太古の昔よりその自動製造プラントが稼動し続けており、これを採取するクエント人の女性だけがそこへの立ち入りを許可されていた。これも超古代文明の産物であり、傭兵と共にクエントの重要輸出産業となっていたが、もともと希少であった上、クエント星崩壊後はより入手が困難となっている。

## 生物
クエントは過酷な砂漠の惑星だけに、他の星系では見られない特殊な生物が見られる。
街中にはリスもどきと呼ばれるリスのような外観ながら、犬のような性質を持つ動物が見られた。
また、クエント名物の生き物として砂モグラの存在が挙げられる。モグラという名は付いていても、外観はモグラではなく、芋虫のような姿をしているが、骨格を持っている。
非常に敏捷でかつ獰猛だが、クエントでは貴重な蛋白源となり、その肉は美味でかつ、一体仕留めると、家族を一ヶ月養えるほどになるという。クエント人ではないキリコも美味であると認めたが、あまり食欲は沸かなかったようだ。なお、ベルゼルガの近接専用武器であるパイルバンカーは、この砂モグラを仕留める槍を元に生み出されたとされる。

## 防衛システム
クエントには超古代文明の名残である防御装置が数多く残り、そういった防御装置はギルガメス、バララント両国にとっては入手したいものであるが、非常にリスクが高いものとされている。200年前にバララントのハーゼル提督が地表に艦隊で着陸を試みて、一瞬で消されたことがその最たる例である。もっとも、それ以前にも、両軍の艦艇や艦隊がしばしば謎の消滅を起こす事件は起こっていたが、7214年まで原因は究明されなかった。
他にも拳銃やメカニズムの駆動に反応して防御装置が働き、異分子を抹殺、または追放や瞬間転移（テレポーテーション）させるというシステムが見受けられる。さらに戦闘による砲火を感知すると、ゴモルの塔から破壊エネルギーを放出し、クエント上空の艦隊を殲滅させていく。反面、エネルギーを使った航行や戦闘を行う艦艇のみを対象として殲滅を行う。
ワイズマンステーション周囲でもフローターベルトと呼ばれる巨大な円柱状の障害物が極めて多く存在し、艦艇で近づくことは極めて困難である。
なお、この防衛システムと同様のシステムは、惑星クエント爆発の際、双子星ヌルゲラントへとクエント人とワイズマンを転移させた。

## 『青の騎士ベルゼルガ物語』でのクエント関連
外伝作品の『青の騎士ベルゼルガ物語』でもクエントは、テレビ世界と異なるものの、深い関連を示している。
主人公ケイン・マクドガルを助けた親友のクエント人シャ・バックは、バトリングの最中に黒き炎（シャドウフレア）に殺され、その復讐の為にケインは親友の形見であるベルゼルガに乗り込んで、打倒黒き炎の戦いに出る。尚、ベルゼルガの流れを組むATとして、ATM-FX-1-VR-MAXIMAのゼルベリオスと、最強ベルゼルガであるATM-FX-∞-SSSXのテスタロッサが登場し、いずれもケインの愛機となる。
最終章の『絶叫の騎士』では、5000年前にクエント文明発展に関与した全ATの原型のマシンであるレグジオネータが最終最強の敵として、ケインの前に立ちはだかることとなる。
シャ・バックの他にもクエント人は出て、グレー・ベルゼルガを扱うムディ・ロッコルや、プレイステーションソフトでも、ハッサム・ログというクエント人としては珍しい好戦的で、自ら死に場所を探しているような人物が登場した。

## その他のゲームでのクエント関連
『装甲騎兵ボトムズ ライトニングスラッシュ』には、主人公の仲間のクエント人ガロアが登場する。
『装甲騎兵ボトムズ 鋼鉄の軍勢』でも、クエント事変とキリコ名がゲームで出るシーン（量産型ラビドリードッグが敵として登場する場面で）がある。

## 『装甲騎兵ボトムズ 幻影篇』の惑星ヌルゲラント
N60ガス星雲（「馬の口」星域）に存在する、惑星クエントの双子星。
惑星クエント同様の砂漠が広がり、唯一人が住むのに適した裂孔地帯も存在する。クエント人の殆どは惑星クエント消滅直前にこの星に転送され生き延びている。またこの星の先住民もまたクエント人である。
クエント星と同じ古代クエント文明の遺跡：ゴモルの塔や、クエント傭兵募集事務所も存在する。ゴモルの塔の地下には古代クエント文明の遺跡が残っており、ドヨと呼ばれる巨大な芋虫のような存在が維持管理に携わっている。ワイズマンはキリコによる記憶装置の破壊が終わる前に、自らをヌルゲラント地下遺跡内の装置へと転送、自己修復を遂げていた。
ゴモルの塔の付近には神殿が建てられている。宗派は不明だが、祭司はマーティアルの法王に対し部下のように振る舞っており、マーティアルの末寺ないし下部組織と考えられる。この神殿に詣でるクエント系巡礼者も多く、巡礼者向けの食堂も存在する。神殿の役割は、かつてワイズマンを追放したクエント人の末裔として、ワイズマンの後継者となる可能性を持つ『神の子』を見いだし、抹殺する事である。しかし皮肉な事に、『神の子』を地下に突き落とす行為は抹殺ではなく、ワイズマンの元に届ける結果となっていた。もっとも地下に送られた多くの『神の子』はワイズマンの後継者として不適格とされ、ドヨの作った繭の中で死んでミイラ化していた。唯一、ジュノという名の子供が逃げ延びて、そのまま地下で生存していた。
惑星クエントではクエント語が主に使われており、公用アストラギウス語は傭兵経験者しか話せないが、ヌルゲラントではアストラギウス語が広く使われている（ゴモル神殿の祭司がクエント人たちに呼びかける言葉を、クエント語を理解しないゴウトたちも理解している）。一方で住民はクエント語も理解できるようである。
また、クエント星では機械が半ば禁忌扱いだったが、ヌルゲラントのゴモル神殿ではAT（ベルゼルガプレトリオ）が使用されている。ただし火器を装備しないといった制限もある。
ギルガメスとバララントの境界空域に存在するが、現在は戦略的価値の無い惑星として戦場となることを免れている。少なくとも惑星クエントのような防衛システムは存在しておらず（防衛システムが反応するため機械が禁忌とされていたクエントに対し、ヌルゲラントでは神殿内ですらATが使用されている）、両軍ともにヌルゲラントに対する畏敬のような感情は抱いていない。